# Władimir Sawczenko
Władimir Iwanowicz Sawczenko, ukr. Володимир Іванович Савченко, ros. Влади́мир Ива́нович Са́вченко (ur. 15 lutego 1933 w Połtawie, zm. 24 stycznia 2005 w Kijowie) – ukraiński pisarz science fiction i autor powieści kryminalnych. 

## Życiorys
Z zawodu był inżynierem elektronikiem, ukończył Moskiewski Instytut Energetyczny. Pierwsze opowiadania zaczął publikować pod koniec lat 50., zaś pierwszą powieść (Czarne gwiazdy) wydał w roku 1960. Pisał zarówno w języku rosyjskim, jak i ukraińskim.

## Twórczość
(Utwory wydane w języku polskim)

### Książki
- Odnajdziesz się sam (1975, powieść),
- Retronauci (1989, zbiór opowiadań).

### Opowiadania
- Przebudzenie doktora Berna (antologia Biały stożek ałaidu, 1961, antologia Formuła nieśmiertelności, 1965),
- Druga wyprawa na dziwną planetę (antologia Alfa Eridana, 1962, antologia Formuła nieśmiertelności, 1965),
- Dotknięcie prawdy (antologia Okno w nieskończoność, 1980),
- Retronauci (zbiór Retronauci, 1989),
- W ślepym zaułku (Filozoficzna powieść kryminalna o czterech trupach) (zbiór Retronauci, 1989),
- Był sobie chłopczyk (zbiór Retronauci, 1989),
- Algorytm sukcesu (zbiór Retronauci, 1989).